# Kayanga
Kayanga is een plaats (mixed ward) in Tanzania in de regio Kagera (district Karagwe). Het ligt aan de autoweg B182. 
Er wonen voornamelijk Nyambo en een meerderheid van de bevolking is rooms-katholiek. Sinds 2008 is Kayanga de zetel van een rooms-katholiek bisdom, met als hoofdkerk de Sint-Georgekathedraal.